# Ctenopelma croceum
Ctenopelma croceum är en stekelart som beskrevs av Walley 1941. Ctenopelma croceum ingår i släktet Ctenopelma och familjen brokparasitsteklar. Inga underarter finns listade i Catalogue of Life.